# گرگ خار
گرگ خار (نام علمی: Ammodendron) نام یک سرده از تیره باقلاییان است.